# Карон, Жиль
Жиль Карон (фр. Gilles Caron, 8 июля 1939, Нёйи-сюр-Сен — 5 апреля 1970, Камбоджа) — французский фотограф и фотожурналист.

## Биография
В 1946 родители развелись, мальчик воспитывался в пансионе в Верхней Савойе. Учился журналистике в Париже. Проходил воинскую службу в Алжире как парашютист (1959—1962). Отказавшись участвовать в боевых действиях после мятежа генералов, два месяца провёл в военной тюрьме.
Начинал как фотограф моды. С 1965 работал в Парижском агентстве социальной информации. В 1967 вместе с несколькими коллегами основал фотоагентство Гамма. Как фоторепортёр работал в Израиле, Вьетнаме, Биафре, Северной Ирландии, Чехословакии, Румынии, Тибести, Мексике и др. В качестве фотографа участвовал в съёмках фильмов Алена Рене, Франсуа Трюффо, Жана-Люка Годара, фотографировал Сержа Гензбура и Джейн Биркин, с которыми дружил. Большую известность получила серия его снимков красного мая в Париже в 1968.
После государственного переворота, свергнувшего Нородома Сианука (март 1970), отправился в Камбоджу. 5 апреля вместе с двумя коллегами исчез на шоссе № 1 между Пномпенем и Сайгоном, которое контролировали бригады красных кхмеров.

## Наследие
В 2007 вдова фотографа Марианна Карон основала фонд его памяти (недоступная ссылка).